# Sinfonie eterne
Sinfonie eterne (Carnegie Hall) è un film del 1947 diretto da Edgar G. Ulmer.

## Trama
Nora Ryan è una immigrata irlandese che arriva a New York nello stesso periodo in cui viene inaugurato il Carnegie Hall, una famosa sala da concerti. La vita della donna si intreccia con quella della sala e il film presenta una serie di numeri musicali con protagonisti i più grandi artisti che vi si sono esibiti.

## Produzione
Il film fu prodotto dalla Federal Films.

## Distribuzione
Distribuito dall'United Artists, uscì nelle sale cinematografiche USA il 28 febbraio 1947.